# Chuỗi (toán học)
Trong toán học, chuỗi có thể được nói là, việc cộng lại vô hạn các số lại với nhau bất đầu từ số ban đầu.  Chuỗi là phần quan trọng của vi tích phân và trong tổng quát của nhánh đó, giải tích toán học. Chuỗi được sử dụng trong đa số các nhánh toán học, kể cả cho việc nghiên cứu các cấu trúc hữu hạn (ví dụ như trong tổ hợp) qua các hàm sinh. Ngoài sự phổ biến của nó trong toán học ra, chuỗi vô hạn cũng được sử dụng rộng rãi trong các môn khoa học khác như vật lý, khoa học máy tính, thống kê và kinh tế học.
Trong một thời gian rất là dài, ý tưởng rằng tổng vô hạn các số hạng có thể cho ra giá trị hữu hạn được coi là nghịch lý. Nghịch lý này cuối cùng cũng được giải quyết bằng khái niệm của giới hạn trong thế kỷ 17. Nghịch lý Zeno với Achilles và con rùa minh họa tính chất nghich lý của tổng vô hạn như sau: Achilles chạy theo một rùa, nhưng khi anh chạm tới vị trí ban đầu của con rùa thì con rùa đã đi đến vị trí thứ hai rồi;khi anh chạy tới vị trí thứ hai, con rùa đã sang vị trí thứ ba, rồi cứ tiếp diễn như vậy. Zeno kết luận Achilles không bao giờ có thể chạm thới con rùa và do đó di chuyển không tồn tại. Zeno chia cuộc đua thành vô số cuộc đua con, mọi cuộc cần hữu hạn khoảng thời gian. nên tổng thời gian để Achilles bắt kịp con rùa được cho bởi chuỗi số. Lời giải này của nghịch lý này là, mặc dù một chuỗi số có vô hạn số số hạng, tổng của nó hữu hạn, và giá trị tổng chính là thời gian để Achilles bắt kịp với con rùa.
Trong thuật ngữ hiện đại, bất kỳ dãy vô hạn được sắp {\displaystyle (a_{1},a_{2},a_{3},\ldots )} của các số hạng (số hạng ở đây có thể là số, hàm số, hoặc bất cứ đối tượng nào có thể cộng lại vào với nhau) định nghĩa một chuỗi là việc cộng toàn bộ các số hạng trong dãy đó ai lại với nhau. Để nhấn mạnh rằng chuỗi là việc tính tổng vô hạn các phẩn tử trong một dãy, một chuỗi còn được gọi là chuỗi vô hạn. Chuỗi như vậy thường được viết bằng biểu thức như sau
{\displaystyle a_{1}+a_{2}+a_{3}+\cdots ,}
hoặc viết gọn đi bằng ký hiệu sigma,
{\displaystyle \sum _{i=1}^{\infty }a_{i}.}
Ta không thể cộng được chính xác vô số phép cộng trong chuỗi (đặc biệt là trong thời gian hữu hạn). Tuy nhiên nếu tập các số hạng trong dãy và tổng hữu hạn của chúng có ký hiệu giới hạn, thì ta đôi khi có thể gán giá trị cho chuỗi, được gọi là tổng của chuỗi. Giá trị này là giới hạn khi n tiến đến vô cực (nếu tồn tại) của tổng hữu hạn của n số hạng đầu tiên, các tổng hữu hạn này được gọi là tổng  riêng thứ n của chuỗi. Tức là,
{\displaystyle \sum _{i=1}^{\infty }a_{i}=\lim _{n\to \infty }\sum _{i=1}^{n}a_{i}.}
Khi giới hạn này tồn tại, ta có thể nói chuỗi hội tụ hay tính tổng được, hoặc dãy {\displaystyle (a_{1},a_{2},a_{3},\ldots )} tính tổng được. Trong tường hợp này, giá trị giới hạn là tổng của chuỗi. Ngược lại thì chuỗi được gọi là phân kỳ.
Tổng quát thì, các số hạng trong chuỗi thường thuộc một vành nào đó, thường thì là trường {\displaystyle \mathbb {R} } của các số thực hoặc trường {\displaystyle \mathbb {C} } của các số phức. Trong trường hợp này, tập tất cả các chuỗi tạo thành một vành (thậm chí còn là đại số kết hợp), trong đó phép cộng là cộng từng số hạng lại với nhau, còn phép nhân là tích Cauchy.

## Các tính chất cơ bản
Chuỗi vô hạn hay gọi ngắn đi là chuỗi là tổng vô hạn được biểu diễn bằng biểu thức sau:
{\displaystyle a_{0}+a_{1}+a_{2}+\cdots ,}
Trong đó {\displaystyle (a_{n})} là bất kỳ dãy được sắp của các số hạng, như là các số, hàm số, hay bất cứ thứ gì có thể cộng với nhau (trong nhóm abel).  Đây là biểu thức lấy được từ dãy {\displaystyle a_{0},a_{1},\dots } bằng cách đặt các số hạng cạnh nhau rồi nói chúng bằng ký hiệu phép cộng "+".  Chuỗi có thể viết gọn lại bằng ký hiệu sigma thành
{\displaystyle \sum _{n=0}^{\infty }a_{n}.}
Nếu nhóm abel A của các số hạng có khái niệm giới hạn (tức là nó là không gian mêtric), thì một số chuỗi có thể có giá trị trong A, giá trị đó được gọi là tổng của chuỗi. Định nghĩa này có bao gồm cả các trường hợp thường gặp trong giải tích, trong đó nhóm là trường số thực hoặc trường số phức. Cho chuỗi {\textstyle s=\sum _{n=0}^{\infty }a_{n}}, tổng riêng thứ k của nó là
{\displaystyle s_{k}=\sum _{n=0}^{k}a_{n}=a_{0}+a_{1}+\cdots +a_{k}.}
Theo định nghĩa, chuỗi {\textstyle \sum _{n=0}^{\infty }a_{n}} hội tụ đến giá trị L (hay có tổng bằng L), nếu dãy các tổng riêng của nó có giới hạn L. Khi đó, ta thường viết là
{\displaystyle L=\sum _{n=0}^{\infty }a_{n}.}
Một chuỗi được gọi là hội tụ nếu nó hội tụ đến một giá trị hữu hạn nào đó, hay phân kỳ nếu nó không hội tụ được. Giá trị của giới hạn này, nếu nó tồn tại, là giá trị của chuỗi.

### Chuỗi hội tụ

Minh hoạ 3 chuỗi hình học với tổng riêng từ 1 đến 6 số hạng. Đường nét đứt là giới hạn.

Chuỗi Σan được gọi là hội tụ khi dãy (sk) của các tổng riêng có giới hạn. Nếu giới hạn của sk là vô cực hay không tồn tại, thì chuỗi được gọi là phân kỳ. Khi giá trị hữu hạn của giới hạn tồn tại, nó được gọi là giá trị (hay tổng) của chuỗi
{\displaystyle \sum _{n=0}^{\infty }a_{n}=\lim _{k\to \infty }s_{k}=\lim _{k\to \infty }\sum _{n=0}^{k}a_{n}.}
Cách dễ nhất để một chuỗi vô hạn hội tụ là khi an bằng không với mọi n đủ lớn. Dễ thấy một chuỗi số như vậy có thể được viết dưới dạng một tổng hữu hạn, cho nên chuyện dãy số đó là vô hạn không có ý nghĩa gì.
Tìm ra các giá trị của một chuỗi hội tụ kể cả khi tất cả các biểu thức đều khác không là tiêu điểm của việc nghiên cứu chuỗi. Xem xét ví dụ sau:
{\displaystyle 1+{\frac {1}{2}}+{\frac {1}{4}}+{\frac {1}{8}}+\cdots +{\frac {1}{2^{n}}}+\cdots }
Có thể"hình dung"sự hội tụ của chuỗi trên trục số thực: ta có thể hình dung một đoạn thẳng có chiều dài bằng 2, trên đó lần lượt bôi đen các phần với chiều dài 1, ½, ¼, v.v. Luôn luôn còn chỗ để bôi đen phần tiếp theo vì phần đoạn thẳng còn lại luôn luôn bằng phần đoạn thẳng vừa đánh dấu. Thật vậy, khi ta đã bôi đen ½, ta vẫn còn một phần có chiều dài ½ chưa bị bôi đen, nên hoàn toàn có thể bôi đen tiếp ¼, và cứ như thế. Điều này không chứng minh rằng tổng này bằng 2 (mặc dù đúng là như thế), nhưng nó chứng minh rằng tổng này nhỏ hơn hoặc bằng 2. Nói cách khác, giá trị chuỗi này có cận trên. Biết rằng chuỗi này hội tụ, để chứng minh nó có giá trị bằng 2, ta chỉ cần đại số cơ bản. Nếu chuỗi được ký hiệu là S, dễ thấy rằng
{\displaystyle S/2={\frac {1+{\frac {1}{2}}+{\frac {1}{4}}+{\frac {1}{8}}+\cdots }{2}}={\frac {1}{2}}+{\frac {1}{4}}+{\frac {1}{8}}+{\frac {1}{16}}+\cdots .}
Do đó,
{\displaystyle S-S/2=1\Rightarrow S=2.}
Các nhà toán học có thể mở rộng từ ví dụ này để thể hiện các khái niệm khác, tương đương của chuỗi. Ví dụ, khi ta nói về số thực có lặp phần thập phân, chẳng hạn:
{\displaystyle x=0.111\dots }
thực ra ta đang nói về chuỗi số mà nó thể hiện (0.1 + 0.01 + 0.001 + ...). Tuy nhiên, vì những chuỗi này luôn hội tụ về số thực (bởi tính đầy đủ của số thực), nên nói về chuỗi số theo cách này cũng giống như nói về các số mà chúng thể hiện. Đặc biệt, không nên thấy bất hợp lý khi coi 0.111... và 1/9 là một. Lập luận rằng 9 × 0.111... = 0.999... = 1 không hiển nhiên, nhưng hoàn toàn chứng minh được một khi đã biết các định luật về giới hạn bảo toàn các phép tính số học. Xem 0.999... để biết thêm chi tiết.

## Ví dụ của một số chuỗi
- Chuỗi hình học là chuỗi mà mỗi số hạng sau có được bằng cách nhân số hạng trước đó với một hằng số . Lấy ví dụ:[2] :{\displaystyle 1+{1 \over 2}+{1 \over 4}+{1 \over 8}+{1 \over 16}+\cdots =\sum _{n=0}^{\infty }{1 \over 2^{n}}=2.} Tổng quát thì, chuỗi hình học :{\displaystyle \sum _{n=0}^{\infty }z^{n}} hội tụ khi và chỉ khi {\textstyle |z|<1}, trong trường hợp đó nó hội tụ đến {\textstyle {1 \over 1-z}}.
- chuỗi điều hòa là chuỗi sau[5] :{\displaystyle 1+{1 \over 2}+{1 \over 3}+{1 \over 4}+{1 \over 5}+\cdots =\sum _{n=1}^{\infty }{1 \over n}.} Chuỗi điều hòa là chuỗi phân kỳ.
- Chuỗi đan dấu là chuỗi các số hạng của nó đan dấu cho nhau.  Các ví dụ:

{\displaystyle 1-{1 \over 2}+{1 \over 3}-{1 \over 4}+{1 \over 5}-\cdots =\sum _{n=1}^{\infty }{\left(-1\right)^{n-1} \over n}=\ln(2)\quad }
(chuỗi điều hòa đan dấu) và 
{\displaystyle -1+{\frac {1}{3}}-{\frac {1}{5}}+{\frac {1}{7}}-{\frac {1}{9}}+\cdots =\sum _{n=1}^{\infty }{\frac {\left(-1\right)^{n}}{2n-1}}=-{\frac {\pi }{4}}}
- Chuỗi lồng nhau

{\displaystyle \sum _{n=1}^{\infty }(b_{n}-b_{n+1})}
hội tụ khi và chỉ khi dãy bn hội tụ đến giá trị L—khi n tiến đến vô cùng. Giá trị của chuỗi là b1 − L.
- p-chuỗi :{\displaystyle \sum _{n=1}^{\infty }{\frac {1}{n^{p}}}} hội tụ khi p > 1 và phân kỳ khi p ≤ 1, ta có thể chứng minh bằng cách dùng các quy tắc kiểm tra hội tụ. Là hàm số của p, tổng của chuỗi này là hàm zeta Riemann.
- Chuỗi siêu hình học:

{\displaystyle _{r}F_{s}\left[{\begin{matrix}a_{1},a_{2},\dotsc ,a_{r}\\b_{1},b_{2},\dotsc ,b_{s}\end{matrix}};z\right]:=\sum _{n=0}^{\infty }{\frac {(a_{1})_{n}(a_{2})_{n}\dotsb (a_{r})_{n}}{(b_{1})_{n}(b_{2})_{n}\dotsb (b_{s})_{n}\;n!}}z^{n}}
và các dạng tổng quát của chúng (như chuỗi siêu hình học cơ bản và chuỗi siêu hình học elliptic) thường xuất hiện trong hệ thống khả tích và vật lý toán học.
- Có vài chuỗi căn bản mà tính hội tụ chưa được biết hay chưa được chứng minh hội tụ. Lấy ví dụ, hiện vẫn chưa biết được chuỗi Flint Hills

{\displaystyle \sum _{n=1}^{\infty }{\frac {\csc ^{2}n}{n^{3}}}}
có hội tụ hay không.Tính hội tụ của chuỗi này phụ thuộc vào liệu {\displaystyle \pi } có thể xấp xỉ tốt với các số hữu tỷ (hiện vẫn chưa biết được).

### π
{\displaystyle \sum _{i=1}^{\infty }{\frac {1}{i^{2}}}={\frac {1}{1^{2}}}+{\frac {1}{2^{2}}}+{\frac {1}{3^{2}}}+{\frac {1}{4^{2}}}+\cdots ={\frac {\pi ^{2}}{6}}}
{\displaystyle \sum _{i=1}^{\infty }{\frac {(-1)^{i+1}(4)}{2i-1}}={\frac {4}{1}}-{\frac {4}{3}}+{\frac {4}{5}}-{\frac {4}{7}}+{\frac {4}{9}}-{\frac {4}{11}}+{\frac {4}{13}}-\cdots =\pi }

### Lôgarit tự nhiên của 2
{\displaystyle \sum _{i=1}^{\infty }{\frac {(-1)^{i+1}}{i}}=\ln 2} 
{\displaystyle \sum _{i=0}^{\infty }{\frac {1}{(2i+1)(2i+2)}}=\ln 2}
{\displaystyle \sum _{i=0}^{\infty }{\frac {(-1)^{i}}{(i+1)(i+2)}}=2\ln(2)-1}
{\displaystyle \sum _{i=1}^{\infty }{\frac {1}{i\left(4i^{2}-1\right)}}=2\ln(2)-1}
{\displaystyle \sum _{i=1}^{\infty }{\frac {1}{2^{i}i}}=\ln 2}
{\displaystyle \sum _{i=1}^{\infty }\left({\frac {1}{3^{i}}}+{\frac {1}{4^{i}}}\right){\frac {1}{i}}=\ln 2}
{\displaystyle \sum _{i=1}^{\infty }{\frac {1}{2i(2i-1)}}=\ln 2}

### Lôgarit tự nhiên cơ sốe
{\displaystyle \sum _{i=0}^{\infty }{\frac {(-1)^{i}}{i!}}=1-{\frac {1}{1!}}+{\frac {1}{2!}}-{\frac {1}{3!}}+\cdots ={\frac {1}{e}}}
{\displaystyle \sum _{i=0}^{\infty }{\frac {1}{i!}}={\frac {1}{0!}}+{\frac {1}{1!}}+{\frac {1}{2!}}+{\frac {1}{3!}}+{\frac {1}{4!}}+\cdots =e}

## Sử dụng vi tích phân và phép lấy tổng riêng làm phép toán trên các dãy
Phép lấy tổng riêng có tham số đầu vào là dãy (an), và đầu ra là dãy (SN). Do đó nó là phép toán một ngôi trên các dãy. Hơn nữa hàm này tuyến tính và do đó là toán tử tuyến tính trên không gian vectơ của các dãy ,ký hiệu bằng Σ. Toán tử nghịch đảo là toán tử số giả hữu hạn, ký hiệu bằng Δ. Chúng hoạt động tương tự với tích phân và đạo hàm nhưng dành cho chuỗi (hàm của số tự nhiên) chứ không phải hàm số thực. Lấy ví dụ, dãy số (1, 1, 1, ...) có chuỗi (1, 2, 3, 4, ...) là tổng riêng của nó, tương tự với {\textstyle \int _{0}^{x}1\,dt=x.}
Trong khoa học máy tính, nó được gọi là tổng tiền tố.

## Các tính chất của chuỗi
Các chuỗi không chỉ được phân loại bởi tính hội tụ/phân kỳ, mà còn bởi tính chất của các số hạng an (hội tụ tuyệt đối hay hội tụ có điều kiện); loại hội tụ của chuỗi (từng điểm, đều); lớp của số hạng an (nó là số thực, hay thuộc cấp số nhân, hay là hàm lượng giác), vân vân.

### Số hạng không âm
Khi an là số thực không âm với mọi n, thì dãy SN của các tổng riêng không giảm. Từ đây, ta chứng minh được: chuỗi Σancùng với các số hạng không âm hội tụ khi và chỉ khi dãy SN của các tổng riêng bị chặn.
Lấy ví dụ chuỗi
\sum _{n=1}^{\infty }{\frac {1}{n^{2}}}
hội tụ, bởi bất đẳng thức sau
{\frac {1}{n^{2}}}\leq {\frac {1}{n-1}}-{\frac {1}{n}},\quad n\geq 2,
và dùng chuỗi lồng nhau cho thấy các tổng riêng của chuỗi gốc bị chặn bởi 2. Giá trị chính xác của chuỗi này là kết quả của bài toán Basel.

### Hội tụ tuyệt đối
Chuỗi
{\displaystyle \sum _{n=0}^{\infty }a_{n}}
hội tụ tuyệt đối nếu chuỗi của các giá trị tuyệt đối
{\displaystyle \sum _{n=0}^{\infty }\left|a_{n}\right|}
hội tụ. Đây là điều kiện đủ để đảm bảo không chỉ chuỗi gốc hội tụ mà còn bất kỳ việc sắp xếp lại chuỗi như thế nào đi chăng nữa, chuỗi đó vẫn hội tụ đến cùng một giá trị.

### Hội tụ có điều kiện
Một chuỗi số thực hoặc số phức được gọi là hội tụ có điều kiện (hoặc hội tụ bán phần) nếu nó hội tụ nhưng không hội tụ tuyệt đối. Một ví dụ nổi tiếng là chuỗi đan dấu
{\displaystyle \sum \limits _{n=1}^{\infty }{(-1)^{n+1} \over n}=1-{1 \over 2}+{1 \over 3}-{1 \over 4}+{1 \over 5}-\cdots }
Chuỗi này hội tụ (có tổng các biểu thức đúng bằng ln 2), nhưng chuỗi gồm toàn giá trị tuyệt đối của mỗi biểu thức của chuỗi này lại là chuỗi phân kỳ (xem chuỗi điều hòa). Định lý chuỗi Riemann nói rằng bất cứ chuỗi nào hội tụ có điều kiện đều có thể được sắp xếp lại để trở thành một chuỗi phân kỳ, hơn nữa, nếu an là số thực thì ta có thể tìm được một cách sắp xếp sao cho chuỗi mới hội tụ và có tổng bằng bất kỳ số thực S nào.
Kiểm tra Abel là một công cụ quan trọng để xử lý chuỗi hội tụ bán phần. Nếu một chuỗi có dạng
{\displaystyle \sum a_{n}=\sum \lambda _{n}b_{n}}
trong đó các tổng riêng BN = b0 + ··· + bn bị chặn, λn biến thiên bị chặn, và lim λnBn tồn tại:
{\displaystyle \sup _{N}{\Bigl |}\sum _{n=0}^{N}b_{n}{\Bigr |}<\infty ,\ \ \sum |\lambda _{n+1}-\lambda _{n}|<\infty \ {\text{va}}\ \lambda _{n}B_{n}\ {\text{hoi tu,}}}
thì chuỗi ∑an hội tụ. Điều này áp dụng cho hội tụ từng điểm của nhiều chuỗi lượng giác, như
{\displaystyle \sum _{n=2}^{\infty }{\frac {\sin(nx)}{\ln n}}}
với 0 < x < 2π. Phương pháp Abel là viết bn+1 thành Bn+1 − Bn, rồi thực hiện một phép biến đổi tương tự với tích phân từng phần (gọi là tính tổng từng phần),đưa chuỗi ∑an về chuỗi hội tụ tuyệt đối:
{\displaystyle \sum (\lambda _{n}-\lambda _{n+1})\,B_{n}.}

### Tính sai số khi loại bỏ các số hạng trong chuỗi
Việc tính các sai số sau khi loại bỏ một số số hạng là thủ tục quan trọng trong giải tích số (đặc biệt là trong số học đã kiểm chứng và chứng minh có máy tính hỗ trợ).

#### Chuỗi đan dấu
Khi các điều kiện của kiểm tra chuỗi đan dấu được thỏa mãn bởi {\textstyle S:=\sum _{m=0}^{\infty }(-1)^{m}u_{m}}, ta có thể tính chính xác sai số. Gọi {\displaystyle s_{n}} là tổng riêng {\textstyle s_{n}:=\sum _{m=0}^{n}(-1)^{m}u_{m}} của chuỗi đan dấu cho trước {\displaystyle S}, thì bất đẳng thức sau được thỏa mãn:
{\displaystyle |S-s_{n}|\leq u_{n+1}.}

#### Chuỗi Taylor
Định lý Taylor được dùng để tính sai số khi chuỗi Taylor bị loại bớt đi.

#### Chuỗi siêu hình học
Bằng cách sử dụng tỷ lệ, ta có thể tính các số hạng sai số của chuỗi siêu hình học bị loại bớt đi.